# إيتا جيمس
إيتا جيمس (Jamesetta Hawkins) (25 يناير 1938 – 20 يناير 2012)، هي مغنية وكاتبة أغاني أمريكية. بدأت مسيرتها الفنية عام 1954، وكانت تؤدي بشكل متكرر في نوادي آر أند بي في ناشفيل، المعروفة باسم "تشيتلن سيركت" خلال الأربعينيات والخمسينيات والستينيات. غنت في عدة أنماط موسيقية منها الغوسبل، البلوز، الجاز، آر أند بي، الروك أند رول، والسول، وحققت شهرة واسعة بأغاني مثل "ذا وولفلاور" (1955)، "أت لاست" (1960)، "سومثنغز غوت أ هولد أون مي" (1962)، "تيل ماما" و"آيد راذر جو بليند" (كلاهما 1967). واجهت إيتا جيمس العديد من المشاكل الشخصية، بما في ذلك إدمان الهيروين، التعرض للعنف الجسدي الشديد، والسجن، قبل أن تعود إلى الساحة الموسيقية في أواخر الثمانينيات بألبوم "سفن يير إيتش" (1988).
تُعتبر صوت إيتا جيمس العميق والأرضي جسراً بين موسيقى آر أند بي والروك أند رول. حصلت على ثلاث جوائز جرامي لألبوماتها (2005 - أفضل ألبوم بلوز تقليدي لألبوم "بلوز تو ذا بون"، 2004 - أفضل ألبوم بلوز معاصر لألبوم "ليتس رول"، و1995 - أفضل أداء غنائي جاز للسيدات لألبوم "ميستري ليدي: أغاني بيلي هوليداي") و17 جائزة موسيقى البلوز. تم إدخالها إلى قاعة مشاهير الروك أند رول عام 1993، وقاعة مشاهير جرامي عام 1999، وقاعة مشاهير البلوز عام 2001. كما حصلت على جائزة جرامي لإنجاز العمر عام 2003. صنفتها مجلة رولينغ ستون في المرتبة 22 ضمن قائمة "أفضل 100 مغني في كل الأوقات" لعام 2008، والمرتبة 62 ضمن قائمة "أفضل 100 فنان في كل الأوقات". كما أدرجتها مجلة بيلبورد عام 2015 ضمن "أفضل 35 فنان آر أند بي في كل الأوقات"، مشيرة إلى صوتها الجريء الذي يجمع بين البلوز، والسول، والروك أند رول، والجاز، والغوسبل. وصفتها قاعة مشاهير الروك أند رول بأنها "واحدة من أعظم الأصوات في قرنها" و"الأم الروحية للبلوز إلى الأبد".

## روابط خارجية
- إيتا جيمس على موقع IMDb (الإنجليزية)
- إيتا جيمس على موقع الموسوعة البريطانية (الإنجليزية)
- إيتا جيمس على موقع روتن توميتوز (الإنجليزية)
- إيتا جيمس على موقع ميوزك برينز (الإنجليزية)
- إيتا جيمس على موقع رولينغ ستون (الإنجليزية)
- إيتا جيمس على موقع إن إن دي بي (الإنجليزية)
- إيتا جيمس على موقع أول ميوزيك (الإنجليزية)
- إيتا جيمس على موقع ديسكوغز (الإنجليزية)
- إيتا جيمس على موقع قاعدة بيانات الفيلم (الإنجليزية)